# Toušice
Toušice (en allemand : Tauschitz) est une commune du district de Kolín, dans la région de Bohême-Centrale, en République tchèque. Sa population s'élevait à 347 habitants en 2020.

## Géographie
Toušice se trouve à 2,7 km au nord-ouest de Kouřim, à 14,5 km à l'ouest-sud-ouest de Kolín et à 43 km à l'est-sud-est de Prague.
La commune est limitée par Kouřim au nord-ouest, par Svojšice au nord et à l'est, par Dolní Chvatliny à l'est, par Zásmuky au sud et par Ždánice à l'ouest.

## Histoire
La première mention écrite de la localité date de 1252.

## Administration
La commune se compose de deux quartiers :
- Toušice
- Mlékovice

## Transports
Par la route, Toušice se trouve à 4 km de Kouřim, à 19,5 km de Kolín et à 54 km de Prague. La commune est desservie par le chemin de fer.